# Time Takes Time
Time Takes Time — десятый студийный альбом Ринго Старра, выпущенный в 1992 году. Первый студийный альбом Старра после большой паузы в записи студийных альбомов, последовавшей вслед за его альбомом Old Wave, выпущенным в 1983. Альбом был записан после успешного мирового тура Старра в 1989—1990 годах совместно с All-Starr Band. Альбом был очень хорошо принят критиками.
Time Takes Time записывался нерегулярно, с паузами на протяжении 1991 года под руководством таких известных продюсеров, как Don Was, Питер Эшер, Фил Рамон и Джефф Линн. Песни для альбома написали сторонние авторы (англ. outside writers); Ринго Старр стал соавтором трёх песен — «Don’t Go Where the Road Don’t Go», «After All These Years» и «Runaways». В записи альбома приняли участие (как часто у Старра) несколько его знаменитых приятелей: Брайан Уилсон, Гарри Нилссон, ведущий вокалист группы Electric Light Orchestra Джефф Линн. При работе над Time Takes Time Старр также впервые сотрудничал с Марком Хадсоном,, который помогал придумать вокальные аранжировки для треков, которые продюсировал Фил Рамон; продуктивное сотрудничество Старра и Хадсона продолжилось и в дальнейшем.
Подготовка к записи началась в феврале 1991, запись была начата в марте 1991 в Калифорнии, окончательная доработка была сделана в феврале 1992.

## Неизданные треки
Несколько песен было исключено из альбома, в том числе песня Пола Маккартни под названием «Angel in Disguise», в которую Старр добавил ещё один куплет; песня до сих пор так и не выпущена. Ринго записал кавер-версию на хит Элвиса Пресли «Don't Be Cruel», которая была издана только на стороне «Б» CD-сингла «Weight Of The World» (за исключением Японии, где песня была издана на альбоме как бонус-трек). Ещё две песни никогда (по крайней мере, на конец 2012 года) не были изданы: песня Фила Пикета (Phil Picket) «Love Is Going to Get You», спродюсированная Филом Рамоном, и «Call Me», спродюсированная Джеффом Линном; Линн рассказывал журналисту Питеру Палмиере (Peter Palmiere) в интервью, вошедшем в большую статью Палмиере о Старре в журнале «DISCoveries Magazine» в 1993 году, что «Call Me» не будет выпущена никогда и нигде. Хотя Старр и записал за 18 лет до того на альбом Goodnight Vienna песню «Call Me», но она не имеет ничего общего с той песней, которую спродюсировал Линн.

## Выпуск альбома
Альбом был выпущен 22 мая 1992 лейблом Private Music. Многие критики сочли его лучшим из всех альбомов Старра, выпущенных после альбома 1973 года Ringo; обозреватель журнала Rolling Stone писал: «Наиболее последовательный, наиболее бодрый альбом барабанщика после Ringo, после 1973 года» (англ. «The drummer’s most consistent, wide-awake album since Ringo, from 1973»). Но мнение критиков не совсем совпало с мнением покупателей, поскольку альбом не попал в чарты. Однако сингл «Weight of the World» достиг в чарте синглов Великобритании 74-го места; впервые сингл Старра попал в чарты после сингла «Only You (And You Alone)», вышедшего в 1974 году.
Time Takes Time был продан в США в количестве 70 тысяч экземпляров, хотя в лейбле Private Music утверждали, что альбом был продан в США в количестве немногим более чем 200 тысяч экземпляров.
Альбом стал последним альбомом Старра, изданным на виниле, до альбома Y Not, но только в Мексике, Бразилии, Испании и Германии.
Несмотря на успешный тур All-Starr Band в 1992 году, посвященный рекламе альбома, Time Takes Time остался единственным альбомом Старра, выпущенным на лейбле Private Music, прежде чем лейбл прекратил сотрудничество со Старром. Оставшийся нераспроданным тираж альбома был уничтожен несколько лет спустя.

## Список композиций
| №   | Название                                | Автор(ы)                                    | Длительность |
| --- | --------------------------------------- | ------------------------------------------- | ------------ |
| 1.  | «Weight of the World»                   | Brian O'Doherty, Fred Velez                 | 3:54         |
| 2.  | «Don't Know a Thing About Love»         | Richard Feldman, Stan Lynch                 | 3:49         |
| 3.  | «Don't Go Where the Road Don't Go»      | Ричард Старки, Johnny Warman, Gary Grainger | 3:20         |
| 4.  | «Golden Blunders» (cover of The Posies) | Jonathan Auer, Kenneth Stringfellow         | 4:06         |
| 5.  | «All in the Name of Love»               | Jerry Lynn Williams                         | 3:42         |
| 6.  | «After All These Years»                 | Старки, Warman                              | 3:10         |
| 7.  | «I Don't Believe You»                   | Andy Sturmer, Roger Manning                 | 2:48         |
| 8.  | «Runaways»                              | Старки, Warman                              | 4:51         |
| 9.  | «In a Heartbeat»                        | Дайан Уоррен                                | 4:29         |
| 10. | «What Goes Around»                      | Rick Suchow                                 | 5:50         |
| 11. | «Don't Be Cruel» (Japan Bonus Track)    | Otis Blackwell, Элвис Пресли                | 2:08         |

Хотя в буклете имеется предложение: «Tom Petty appears courtesy of MCA Records», Том Петти не указан (в этом же буклете) как музыкант или вокалист ни в одном из составов, записывавших какой-либо из треков альбома.

## Над альбомом работали
- Ринго Старр — вокал (1-11), барабан (1-11), перкуссия (1-11), тамбурин (4)
- Benmont Tench — клавишные (1, 2), фортепиано (7, 10), электроорган Hammond B-3 (7, 10), электроорган Hammond C3 (9), harmonium (9)
- Джефф Линн — продюсер, гитара, бас-гитара, фортепиано, клавишные, бэк-вокал (3, 6)
- Andy Sturmer и Roger Manning (из группы Jellyfish) — бэк-вокал (1, 2, 9, 10), акустическая гитара (7)
- Andrew Gold — акустическая гитара (4), соло-гитара (4), бэк-вокал (4, 9, 10)
- Mark Hart — дополнительные синтезаторы, клавишные, гитары (5), бэк-вокал (5, 8, 9)
- Марк Хадсон — дополнительная перкуссия (5), бэк-вокал (5, 8, 9), аранжировка бэк-вокала (9)
- James "Hutch" Hutchinson — бас-гитара (1, 2, 7, 9, 10)
- Гарри Нилссон — специально приглашенный гость в «Runaways»
- Питер Эшер — продюсер, тамбурин (4)
- Berton Averre — бэк-вокал (2)
- Jeff Baxter — гитара (5, 8)
- Robbie Buchanan — клавишные (4, 9)
- Doug Fieger — бэк-вокал (2, 9)
- Bob Glaub — бас-гитара (4)
- Mark Goldenberg — гитара (1, 2, 9)
- David Grissom — акустическая гитара (7, 10)
- Jim Horn — саксофон (3)
- Suzie Katayama — виолончель (3)
- Michael Landau — гитара (8, 10)
- Jamie Muhoberac — клавишные (9)
- Neil Stubenhaus — бас-гитара (5, 8)
- Michael Thompson — гитара (5, 8)
- Jeffrey Vanston — аранжировка (5, 8), клавишные (5, 8)
- Waddy Wachtel — гитара (4)
- Don Was — аранжировка для струнных (10)
- Бэк-вокал — Craig Copeland (5, 8), Kathryn Cotter (8), Darlene Koldenhoven (5, 8), Brian O’Doherty (9), Naomi Star (5, 8), Johnny Warman (8), Брайан Уилсон (9)
- Дополнительный бэк-вокал в «Golden Blunders»: Питер Эшер, Raven Kane, Rosemary Butler, Valerie Carter, Terri Wood, Carmen Twillie, Wendy Fraser, Stephanie Spruill, Andrea Robinson, Bobbi Page

### Технический персонал
- Продюсеры: Don Was (tracks 1, 2, 7, 9, 10), Джефф Линн (3, 6), Питер Эшер (4), Фил Рамон (5, 8)
- Инженеры звукозаписи: Ed Cherney, Richard Dodd, Bill Drescher, Mark Linnet, Rik Pekkonen, Frank Wolf
- Ассистенты инженеров звукозаписи: Elaine Anderson, Dan Bosworth, Mark Hagen, Marnie Riley
- Микширование: Ed Cherney, Джефф Линн, Frank Wolf, Bob Clearmountain
- Мастеринг: Doug Sax
- Ремастеринг: Kouzi Tanaka